# Јаница Костелић
Јаница Костелић (хрв. Janica Kostelić) је бивша хрватска алпска скијашица.
У својој каријери освојила је 4 медаље на Олимпијским играма у Солт Лејк Ситију 2002. (3 злата: комбинација, слалом и велеслалом; 1 сребро: супервелеслалом), две медаље у Торину 2006. (злато у комбинацији; сребро у супервелеслалому), те 5 титула светског првака (Санкт Мориц 2003.: злата у слалому и комбинацији; Санта Катерина 2005. злата у слалому, комбинацији и спусту). Има 30 победа у светском купу (до 15. марта 2006) и 3 пута је била укупна победница Светског купа: 2001, 2003. и 2006.
Једна је од само 4 скијашице у историји која је победила у свим дисциплинама Светског купа (заједно са Аустријанком Петром Кронбергер и Швеђанком Пернилом Виберг) и Американком Линдси Вон а победе је остварила у свих 5 дисциплина у само месец и по дана.

## Каријера
Са 3 године први пут је стала на скије, а почела је тренирати кад јој је било 9 година у СК „Загреб“. Освојила је све могуће у дечјим такмичењима, и што је посебно импресивно у њеној задњој сезони 1996/97. освојила је и Тополино и Пинокио - два најважнија дешавања у дечјим такмичењима слалома и велеслалома. У све 22 трке у којима је стартовала у сезони била је победница.
Следећи корак у развоју њене скијашке каријере биле су ФИС трке. Своју прву победу остварила је већ у деветој трци. У Супер Г трци у аустријском Герлицену стартовала је као 83, а завршила прва. До краја сезоне још је пет пута била прва, седам пута друга и пет пута трећа.

### Сезона 1998/99.
Прву сезону започела је трком велеслалома у аустријском Зелдену. Отишла је с надом проласка у другу вожњу. Жеља јој се остварила, пласирала се на 12. место са стартним бројем 54. Већ на следећим тркама забележила је одличне резултате. У америчком Парк Ситију прво је остварила 4. велеслаломски, а потом и 3. слаломски резултат. То јој је било прво победничко постоље у „белом циркусу“ у каријери. Остварила је и једну победу. Било је то у комбинацији у аустријском Сент Антону.

### Сезона 1999/00.
Своју прву слаломску победу остварила је у француском Сер Шеваљеу, оставивши другопласирану Норвежанку Трине Баке за секунду и 78 стотинки. Неколико дана касније опет је славила у слаломској трци у италијанском Сестријереу с предношћу већом од секунде и у том је моменту изгледала једноставно непобедива у слалому. Водила је у укупном поретку Светског купа и била међу првих 10 у свим дисциплинама. А имала је само 17 година. Онда се десио Санкт Мориц. Јаница је на тренингу спуста имала тежак пад при којем је пукло 4 од 7 лигамената кољена, што је уједно и значило и крај сезоне за младу хрватску скијашицу.

### Сезона 2000/01.
У нову сезону након тешке операције није кренула с превеликим очекивањима. Но, изненадила је скијашки свет величанственим победама. Остварила их је укупно 8 у сезони и заједно с Аустријанком Ренате Гечл се на крају сезоне борила за мали кристални глобус. У узбудљивој завршници Јаница се показала као најјача и тако постала најмлађа победница Светског купа.

### Сезона 2001/02.
Пре самог почетка сезоне, Јаница је имала три операције колена и провела је доста времена на рехабилитацији. Пропустила је отварање сезоне у Зелдену и америчко-канадску турнеју. Главни циљ сезоне биле су јој Олимпијске игре у Солт Лејк Ситију, па је трке које су претходиле Играма пропустила како би отишла на кондициони тренинг у Селце.
На Олимпијске игре није дошла као један од фаворита, поготово јер није имала правих резултата у тркама које је одвозила у претходна два месеца. Ипак своју квалитету Јаница је показала освајањем четири олимпијске медаље од којих чак три златне. Прво је освојила злато у комбинацији, што је била прва хрватска медаља са Зимских олимпијских игара у историји. Затим је изненадила свет, а и себе, освајањем сребра у супервелеслалому, заоставши за Италијанком Данијелом Чекарели за само 5 стотих делова секунде. У слалому је блистала и освојила злато испред Францускиње Лор Пекњо. Међутим, мало ко је очекивао да буде најбоља у велеслалому. Лако је славила са две најбрже вожње, оставивши другопласирану са заостатком већим од секунде. Освајањем ове четврте медаље (треће златне), Јаница је остварила оно што ни једна скијашица пре ње није успела да учини.
Након оствареног успеха на Олимпијских играма, пуног самопоуздања победила је и у слалому на завршници сезоне у Флахау.

### Сезона 2002/03.
Импозантну сезону закључила је са 6 победа, 5 других места и 1 трећим местом. Други пут је освојила велики кристални глобус с 1570 бодова, чак 470 бодова више од другопласиране Италијанке Карен Пуцер. Освојила је и мали кристални глобус у слалому и 2 златне медаље на Светском првенству (слалом и комбинација).

### Сезона 2003/04.
Сезону је морала пропустити ради операције штитњаче и десног колена.

### Сезона 2004/05.
Јаница је остварила 2 победе у овој сезони (слалом и комбинација), и у укупном поретку Светског купа претила је тада најбољој Ањи Персон. На крају јој је трећи велики кристални глобус измакао за само 3 бода.

### Сезона 2005/06.
Ова сезона била је најбоља у каријери. Остварила је чак 1970 бодова у Светском купу, више него иједна скијашица икада. Била је међу првих 5 у свим дисциплинама, а прва у својој најјачој дисциплини - слалому. Другопласирану у укупном поретку и бранитељку наслова укупне победнице од прошле сезоне, Анју Персон, оставила је за више од 300 бодова.
Ова сезона била је у Олимпијској години. Јаница је иако велики фаворит, стигла на Олимпијске игре покошена болешћу, па је њен наступ у појединим дисциплинама био упитан. Наступила је у свега три дисциплине иако је у свим дисциплинама била највећи фаворит за злато. Освојила је златну медаљу у комбинацији, сребро у супервелеслалому и 4. место у њеној најјачој дисциплини - слалому. Злато из велеслалома није бранила. Освајањем тих медаља постала је најуспешнија скијашица у историји Олимпијских игара са 4 освојене златне медаље.

### Сезона 2006/07.
Дана, 6. октобра 2006. године, Јаница је објавила, да неће скијати у сезони 2006/07. Није то назвала коначним опроштајем, него само једном паузом, због здравствених проблема с коленом и леђима. Исто тако, рекла је, да једноставно жели чинити ствари које до сада није била у могућности.
Дана, 19. априла 2007. године, Јаница је на конференцији за новинаре у Томиславову дому на Сљемену објавила, да се дефинитивно повлачи из скијања, а као главни разлог навела је бројне проблеме с повредама које је имала у скијашкој каријери.

## Победе у Светском купу
| Бр. | Сезона     | Место                            | Дисциплина  |
| 1.  | 1998/1999. | Санкт Антон ам Арлберг, Аустрија | Комбинација |
| 2.  | 1999/2000. | Сер Шеваље, Француска            | Слалом      |
| 3.  | 1999/2000. | Сестријере, Италија              | Слалом      |
| 4.  | 2000/01.   | Парк Сити, САД                   | Слалом      |
| 5.  | 2000/01.   | Аспен, САД                       | Слалом      |
| 6.  | 2000/01.   | Сестријере, Италија              | Слалом      |
| 7.  | 2000/01.   | Сестријере, Италија              | Слалом      |
| 8.  | 2000/2001. | Семеринг, Аустрија               | Слалом      |
| 9.  | 2000/01.   | Флахау, Аустрија                 | Слалом      |
| 10. | 2000/01.   | Флахау, Аустрија                 | Комбинација |
| 11. | 2000/01.   | Офтершванг, Немачка              | Слалом      |
| 12. | 2000/01.   | Гармиш-Партенкирхен, Немачка     | Слалом      |
| 13. | 2001/02.   | Флахау, Аустрија                 | Слалом      |
| 14. | 2002/03.   | Парк Сити, САД                   | Слалом      |
| 15. | 2002/03.   | Ленцерхајде, Швајцарска          | Слалом      |
| 16. | 2002/03.   | Ленцерхајде, Швајцарска          | Комбинација |
| 17. | 2002/03.   | Семеринг, Аустрија               | Слалом      |
| 18. | 2002/03.   | Бормио, Италија                  | Слалом      |
| 19. | 2002/03.   | Оре, Шведска                     | Слалом      |
| 20. | 2004/05.   | Аспен, САД                       | Слалом      |
| 21. | 2004/2005. | Сан Сикарио, Италија             | Комбинација |
| 22. | 2005/06.   | Шпиндлерув Млин, Чешка           | Велеслалом  |
| 23. | 2005/06.   | Бадклајнкирхајм, Аустрија        | Спуст       |
| 24. | 2005/2006. | Бадклајнкирхајм, Аустрија        | Супер Г     |
| 25. | 2005/06.   | Санкт Мориц, Швајцарска          | Комбинација |
| 26. | 2005/2006. | Офтершванг, Немачка              | Слалом      |
| 27. | 2005/06.   | Хафјел, Норвешка                 | Комбинација |
| 28. | 2005/06.   | Леви, Финска                     | Слалом      |
| 29. | 2005/06.   | Оре, Шведска                     | Слалом      |
| 30. | 2005/06.   | Оре, Шведска                     | Велеслалом  |

## Олимпијске медаље
| Бр. | Датум              | Игре                | Дисциплина  | Медаља |
| 1.  | 14. фебруар 2002.  | Солт Лејк Сити, САД | Комбинација | Злато  |
| 2.  | 17. фебруара 2002. | Солт Лејк Сити, САД | Супер Г     | Сребро |
| 3.  | 20. фебруар 2002.  | Солт Лејк Сити, САД | Слалом      | Злато  |
| 4.  | 22. фебруар 2002.  | Солт Лејк Сити, САД | Велеслалом  | Злато  |
| 5.  | 14. фебруар 2006.  | Торино, Италија     | Комбинација | Злато  |
| 6.  | 17. фебруар 2006.  | Торино, Италија     | Супер Г     | Сребро |

## Медаље са Светских првенстава
| Бр. | Година | Место одржавања         | Дисциплина  | Медаља |
| 1.  | 2003.  | Санкт Мориц, Швајцарска | Слалом      | Злато  |
| 2.  | 2003.  | Санкт Мориц, Швајцарска | Комбинација | Злато  |
| 3.  | 2005.  | Бормио, Италија         | Слалом      | Злато  |
| 4.  | 2005.  | Бормио, Италија         | Спуст       | Злато  |
| 5.  | 2005.  | Бормио, Италија         | Комбинација | Злато  |

## Преглед успеха
- 4 олимпијска злата
- 2 олимпијска сребра
- 5 злата са Светских првенстава
- 3 велика кристална глобуса
- 3 слаломска кристална глобуса
- 55 постоља у Светском купу
- 30 победа у Светском купу
- Први бодови - Зелден, 12. место у велеслалому
- Прво постоље - Парк Сити, 3. место у слалому
- Прва победа - Сент Антон, комбинација